# NGC 4490
NGC 4490 je interagující galaxie v souhvězdí Honicích psů vzdálená od Země přibližně 29 milionů světelných let. Objevil ji William Herschel 14. ledna 1788. Spolu s galaxií NGC 4485 je pod označením Arp 269 zapsána v Atlasu pekuliárních galaxií.

## Pozorování
Tato galaxie na obloze leží pouhých 40′ severozápadně od hvězdy Asterion (β CVn). Její spřízněná galaxie NGC 4485, se kterou se navzájem gravitačně ovlivňuje, leží 4′ severně od ní a je menší a slabší. I v nepříliš velkém dalekohledu se dá pozorovat, že NGC 4490 má tvar kapky, která se zužuje směrem k menší galaxii. Někdy se jí proto kvůli jejímu podlouhlému tvaru přezdívá „Kokon“.

## Vlastnosti
NGC 4490 je klasifikuje jako SB(s)d pec, tedy spirální galaxie s příčkou a těžko rozeznatelnými rameny, která má díky gravitačnímu působení druhé galaxie zvláštní vzhled. Srážka obou galaxií v nich stlačila plyn a prach, což dalo vzniknout mnoha oblastem, ve kterých se tvoří nové hvězdy. Tyto oblasti jsou na fotografiích vidět jako růžově zbarvené oblasti a díky nim se galaxie řadí mezi hvězdotvorné galaxie.
Některé nově vzniklé velmi hmotné hvězdy už se blíží ke konci svého života, což dokazují dvě pozorované supernovy SN 1982F a SN 2008ax.
Spolu s galaxií NGC 4485 je v Atlasu pekuliárních galaxií zapsána pod označením Arp 269 jako příklad navzájem propojené dvojice galaxií.
Od Země je vzdálená přibližně 29 milionů světelných let a patří mezi jasnější členy skupiny Honicích psů II.